# Tu cara me suena (programa de televisión colombiano)
Tu cara me suena es un concurso de televisión colombiano producido y transmitido por Caracol Televisión en 2015. Es la versión colombiana del formato español homónimo de éxito internacional emitido por Antena 3. Es presentado por Danny Hoyos. En él, 32 famosos deben ser caracterizados de un artista e interpretar una de sus canciones más famosas, pero no con su propia voz, sino imitando lo mejor posible al cantante original del que se trate, tanto en movimientos como en voz. 
Fue estrenado el 23 de febrero de 2015 y concluyó el 22 de mayo de 2015. Se obtuvo un premio total de COL$ 500 000 000; de los cuales los primeros COL$ 200 000 000, fueron entregados al finalista, y los otros COL$ 300 000 000, fueron donados a la fundación promotora del concursante ganador.

## Mecánica del programa
El programa se basa en que durante varias galas, los participantes deberán demostrar que son los mejores cantando e imitando a cantantes reales que le son asignados de forma aleatoria tras accionar en la gala anterior el famoso pulsador. Cada uno de los participantes será valorado con una puntuación del 1 al 4, y ésta será acumulada cada noche.
Al final de cada gala se obtiene el ranking de puntuación de la misma. Los puntos de la clasificación semanal se irán acumulando en una clasificación general, que servirá para decidir a los finalistas. En el último programa de la temporada se elige mediante votación televisiva al ganador de entre los finalistas resultantes y así habrá un ganador.

## Resumen
| Temporada | Temporada | Galas | Estreno               | Final              | Ganador       |
| --------- | --------- | ----- | --------------------- | ------------------ | ------------- |
|           | 1         | 25    | 23 de febrero de 2015 | 22 de mayo de 2015 | Jimmy Vásquez |

### Presentador
| Presentador | Edad    | Profesión                      |
| ----------- | ------- | ------------------------------ |
| Danny Hoyos | 32 años | Presentador de The Suso's Show |

### Jurado
Las actuaciones de los famosos son valoradas por un jurado profesional compuesto de tres personas. Los componentes del jurado son:
| Jurado                      | Edad            | Profesión                                          |
| --------------------------- | --------------- | -------------------------------------------------- |
| Paola Turbay Carolina Gómez | 54 años 49 años | Exreina de belleza, modelo, presentadora y actriz. |
| Martina la peligrosa        | 38 años         | Cantante.                                          |
| Camilo Cifuentes            | 53 años         | Comediante e imitador.                             |

Temporadas
- 23 de febrero de 2015 a 22 de mayo de 2015.[4]

### Participantes[5]
| Participante            | Edad          | Ocupación                      |
| Primera ronda           | Primera ronda | Primera ronda                  |
| ----------------------- | ------------- | ------------------------------ |
| Jimmy Vásquez           | 37 años       | Actor.                         |
| Jery Sandoval           | 26 años       | Cantante, actriz y modelo.     |
| Jesús Orjuela           | 35 años       | Sacerdote.                     |
| Andrea Guzmán           | 37 años       | Actriz.                        |
| Adriana Bottina         | 37 años       | Cantante.                      |
| David García            | 45 años       | Humorista.                     |
| Ana María Hoyos         | 41 años       | Actriz, modelo y presentadora. |
| Juan Sebastián Quintero | 26 años       | Actor, presentador y cantante. |
| Tercera ronda           |               |                                |
| Diana Ángel             | 39 años       | Actriz y cantautora.           |
| Julio Nava              | 40 años       | Cantante y compositor.         |
| José Manuel Ospina      | 45 años       | Humorista y actor.             |
| Fiona Horsey            | 42 años       | Actriz y cantante.             |
| Bianca Arango           | 37 años       | Modelo.                        |
| Michelle Gutty          | 25 años       | Conductora, cantante, actriz.  |
| Felipe Calero           | 41 años       | Actor y cantante.              |
| Carlos Andrés Mejía     | 24 años       | Humorista.                     |

| Participante                 | Edad          | Ocupación          |
| Segunda ronda                | Segunda ronda | Segunda ronda      |
| ---------------------------- | ------------- | ------------------ |
| Patricia Bermúdez            | 33 años       | Actriz y cantante. |
| Óscar Rodríguez              | 41 años       | Actor.             |
| Aura Cristina Geithner       | 48 años       | Actriz.            |
| Javier Fernández             | 49 años       | Comentarista.      |
| Edmundo Troya                | 52 años       | Actor.             |
| Natalia Durán                | 31 años       | Actriz.            |
| Pedro Palacio                | 36 años       | Actor.             |
| Marcela Posada               | 44 años       | Actriz.            |
| Cuarta ronda                 |               |                    |
| Lorna Cepeda                 | 44 años       | Actriz.            |
| Karoll Márquez               | 31 años       | Actor.             |
| Jhonatan Hernández           | 29 años       | Cantante.          |
| Juliana Velásquez            | 17 años       | Presentadora.      |
| Katherine Porto              | 38 años       | Actriz.            |
| Carlos Martínez              | 34 años       | Humorista.         |
| Jorge Cárdenas               | 44 años       | Actor.             |
| Liliana González de la Torre | 38 años       | Actriz.            |

## Ediciones de Tu cara me suena
| Edición         | Fecha | Ganador       | Subcampeón      | Tercero    | Cuarto            |
| Primera edición | 2015  | Jimmy Vásquez | Adriana Bottina | Julio Nava | Patricia Bermúdez |
| --------------- | ----- | ------------- | --------------- | ---------- | ----------------- |

## Audiencia promedio por ediciones
| Edición         | Fecha | Programas | Cadena             | Espectadores | Rating promedio |
| Primera edición | 2015  | 60        | Caracol Televisión | Personas     | 8.5             |
| --------------- | ----- | --------- | ------------------ | ------------ | --------------- |